# 佐久間一行
佐久間 一行（さくま かずゆき、1977年9月3日 - ）は、吉本興業東京本社に所属しているピン芸人。東京NSC2期生。R-1ぐらんぷり2011優勝者。

## 人物
茨城県水戸市（旧東茨城郡常澄村）出身。茨城県立勝田高等学校卒業。
身長178cm、体重68kg、B93/W82/H99、血液型はA型。愛称は「さっくん」。妹がいる。
中学生の時に転任する先生のお別れ会でやった一発ギャグがウケたことから芸人に目覚めた。高二の時、友達からNSCに誘われ、一緒に芸人の道を目指していたが、その友達はすぐに気が変わり入学前にやめてしまった。進路に関する二者面談の時、佐久間が先生に「NSCに行くので大学には進学しません!!」と言ったところ、先生のいる前では真面目なキャラを演じていたため、「オレは一度もお前を面白いと思ったことはないぞ?」というダメ出しをくらった。
お笑いに対してストイックで、数か月に一回は単独ライブを開き1本は新ネタを入れるなど新しいネタを常に作り披露している。またそのクオリティの高さは他芸人のお墨付き。とても素直でピュア。上京して来た際、10万円の浄水器を買ってしまうなど、とても騙されやすい。下ネタが非常に嫌いで、下ネタを含んだ話を振られるとキレる。以前次長課長の河本準一が下ネタを言った際、「おい、やめろよ!」と一瞬タメ口になった。
衣装は自作のTシャツ、手ぬぐい、ジャージ。自作のTシャツは、毎年夏の単独ライブでデザインが変わり、常澄村に伝わるダイダラボウが主役で物語になっている。365枚以上持っている手ぬぐいは、首に巻いており、そのほとんどがファンからのプレゼント。ジャージは膝までまくっていて、色が1年ごとに変わる。ちなみに2008年はピンク、2007年は赤、2006年は紫色、2005年は緑色、2004年は黄色だった。その前に水色、オレンジ、青の時期もあった。
B'z好きで、B'z会（ブロードキャスト吉村主催）の一員。「井戸のお化け」のネタも、B'zのライブでの演出（「だれにも言えねぇ」演奏時など）に由来するとインタビューで語っている中学時代からロックバンドT-BOLANの大ファンであり、ライブで度々トークしたりネタに取り入れている。2010年8月13日にはディスクガレージのウェブサイトで、同じT-BOLANファンの2700との対談「佐久間一行&2700〜嵐士に憧れて〜」が掲載された。その後、2013年にはT-BOLANのボーカルである森友嵐士のラジオ番組『森友嵐士のアラシを呼ぶぜ！』にゲスト出演、森友嵐士のファンミーティングイベント「Singing Tree FAN CLUB meeting 2013」へのゲスト出演を果たす。また、2014年2月22日より公開されたドキュメンタリー映画『T-BOLAN THE MOVIE〜あの頃、みんなT-BOLANを聴いていた〜』に出演している。
2004年、2006年の『M-1グランプリ』には、同じく吉本興業所属のピン芸人あべこうじとのコンビ「あべさく」として出場。結果は3回戦敗退。あべこうじとはプライベートでも仲が良い。
2019年6月渋川マリン水族館の特任ディレクターに就任。
2020年10月『SDGs-1グランプリ2020』で優勝し、よしもとSDGsアンバサダーに就任。

## 芸風
"誰も傷つけない"ネタが特徴。他共演者から「お笑いを見ていてこんなに和んだ事はない」とよく言われる。ENGEIグランドスラムにて麒麟、ロバートに推薦された際、「さっくんはイルカと一緒。癒される」「にやけてしまう」と言われた。
R-1ぐらんぷり2011では、1本目は「井戸のお化け」(歌ネタ)、2本目は「民族」(フリップネタ)、3本目は「中学の休み時間」(1人コント)を披露し、優勝した。ファーストラウンドを勝ち上がった芸人の中で唯一3本とも違うジャンルのネタを披露した。
1人コントでは、茨城訛りの早口で、役を演じながらも状況説明を行うため、独特な雰囲気を醸し出している。観客が状況を把握できていなさそうな時は、「つたわれー」又は「ついてこーい」というギャグでつかむ。そして、ネタの終わりは「くるっと平和解決」で締めくくる。
歌ネタでは、ありがとう細野とげんき〜ずたつやをバックに歌うのがお決まりである。R-1ぐらんぷり2011の決勝の1本目では、その歌唱力を生かし、ロマンシング サ・ガ3の「最果ての島」のメロディに乗せた「井戸のお化け」という歌ネタを披露した。『勇者ヨシヒコと悪霊の鍵』第5話では、「井戸の怪人」役として出演し、同ネタを披露した。2021年からは、影山ヒロノブをリスペクトした「日谷ヒロノリ」というキャラクターで『千鳥のクセがスゴいネタGP』（現:千鳥のクセスゴ！）に出演。

## エピソード
- ザリガニや川魚のタナゴが好きで飼っており、タナゴを釣りに度々琵琶湖を訪れている。初めて琵琶湖を見て、その水のきれいさに感心し、前へ前へと出た挙げ句、水に落ちてしまった。その時ポケットに入っていた携帯電話も水没させてしまったので、滋賀県で機種変更して帰ってきた。最多時、200匹のザリガニを飼っていた。
- 内村てらすにて「僕たち人間は、世間体も気にしないといけないから肌なども大事だけど出しているのに、(動物は)全部毛ってズルくない！？」と発言し、COWCOWから「さっくんは観点がちょっと違うのよね」と言われた。
- 2007年6月4日放送の『嵐の宿題くん』で片瀬那奈が「さっくんがお気に入り」と語った[10]。
- 2011年3月30日放送の『ショーバト!』合いの手対決コーナーでの藤森慎吾＋あやまんJAPANとの合いの手対決で、MAXとチームになり勝負をしたが、あまりにもMAXのカッコいいPV風だったために自信作と言いながら最後に披露した「関節大集合」がウケたものの軽いギャグで浮いてしまい、田村淳からは「ミスマッチの極地」、MAXからは「真剣に歌ってる耳元で訳の分からない事を言ってくるのでうるさかった」「笑わずに表情を作るのが大変だった」と笑顔で批評されたが、審査員の投票では圧勝した。

## 出演

### テレビ
- 爆笑オンエアバトル (NHK) 戦績17勝5敗 最高513KB　ゴールドバトラー認定
  - 初出場は2000年10月7日放送回のピン芸人大会。初オンエアから3回目のオンエアまでは全てボール1個差のギリギリでのオンエアだった。それから番組最終シーズンである2009年度まで2004年度を除く各年度に欠かさず出場していた。爆笑オンエアバトルに長期にわたり出場し続けた珍しい芸人である。
  - 2008年1月18日放送回では433KBという高得点ながらも6位敗退を喫しており、東京収録におけるオフエア最高KBを記録[11]。
  - 第9回チャンピオン大会 セミファイナル8位敗退
  - 2006年度 年間合計キロバトルランキング1位タイ（ピン芸人初のランキング1位）
- ヨシモト∞（ヨシモトファンダンゴTV） ※隔週金曜日1部MC
  - 2008年1月1日ヨシモト∞火曜2部MCのチュートリアルが一身上の都合上により休演したためMC代行を行い、2008年2月1日付でサブ・レギュラーに昇進。あべさくとして隔週金曜日1部担当を行う事になった。
  - 2008年4月4日から12月27日まで毎週土曜日ヨシモト∞2部（あべさく60分）に出演。
- エンタの神様（日本テレビ）キャッチコピーは「POPなほんわかボーイ」
- U・LA・LA@7（TOKYO MX、2009年1月27日・2011年3月1日）「よしもとうららちゃん」コーナー
- ZIP!（日本テレビ、2012年5月 - ）
  - 火曜日「mojitter」モジリアン（キャッチコピーは「紙芝居のボケ職人」）としてVTRに出演（コーナー終了）。
  - 不定期「笑いの単語チョウ」（キャッチコピーは「癒しのポップンボーイ」）にVTR出演。
- 千鳥のクセがスゴいネタGP→千鳥のクセスゴ!（フジテレビ） - 日谷ヒロノリとして出演。
  - 2021年1月7日 - 「CHANGE」を披露して番組初出演にしてグランプリ作品に輝いた。
  - 1月28日 - 「ひとりで戦う者たち」を披露。
  - 2月11日（2時間SP） - 「Uu!Uu!Uu! 〜打たれ強くそして弾き返せ〜」を披露。
    - 1月7日に初登場後、クセが凄すぎると話題になった。

  - 3月4日 - 「CHANGE」をOWVとのコラボレーションで披露。
  - 4月15日 - 「Park Spark」を披露。
  - 4月22日 - 『クセバラWEEK』の一環として「CHANGE」のフジテレビver.を披露。
  - 5月6日（2時間SP） - 「絶対全開絶好調〜3Z〜」を披露。
  - 5月27日 - 「CHANGE」のバラードバージョンをシマッシュレコードとの共演で披露。
  - 6月17日 - 「勝Win Do?〜勝利の風に乗れ〜」を披露。
  - 7月8日（3時間SP） - 「Uu!Uu!Uu! 〜打たれ強くそして弾き返せ〜」のバラードバージョンをシマッシュレコードとの共演で披露。
  - 8月5日（2時間SP） - 「シャイニングサマーデイズ〜真夏の支配者〜」を披露。
  - 9月2日（2時間SP） - 「絶対全開絶好調〜3Z〜」のバラードバージョンをシマッシュレコードとの共演で披露。
  - 10月14日（2時間SP） - 「high&high&high 〜yeah yeah wow wow〜」を披露。
  - 11月18日（2時間SP） - 「RED POWER」を披露。
  - 12月9日（2時間SP） - 「CHANGE」のリミックスバージョンを披露。
  - 2022年2月10日 (2時間SP) - 「限界痛快カイカイカイ!」を披露。
  - 4月28日 - 「ひとりで戦う者たち」をOWVとのコラボレーションで披露。
  - 5月12日 - 「COME ON スプリンGOOD」を披露。
  - 5月19日（2時間SP） -  「絶対全開絶好調〜3Z〜」のリミックスバージョンを披露。
  - 6月30日 - 「雨のレイニーレイン」を披露。
  - 7月7日 - 「シャイニングサマーデイズ〜真夏の支配者〜」のバラードバージョンをシマッシュレコードとの共演で披露。
  - 8月4日 - 「限界痛快カイカイカイ!」をOWVとのコラボレーションで披露。
  - 8月18日 - 「MERIHARI POWER」を披露。
  - 10月13日 - 「日谷メドレー」を披露。「CHANGE」「ひとりで戦う者たち」「シャイニングサマーデイズ〜真夏の支配者〜」「絶対全開絶好調〜3Z〜」「CHANGE(remix ver.)」の5曲をメドレーで披露。
  - 10月20日（2時間SP） - 「☆MADA☆MADA☆〜底なしPOWERはどこまでも〜」を披露。
  - 12月1日（2時間SP） - 「RED POWER」の寂しさ吹き飛ぶウキウキバージョンをシマッシュレコードとの共演で披露。
  - 2023年1月26日 - 「MERIHARI POWER」をOWVとのコラボレーションで披露。
  - 2月9日（2時間SP） - 「AKASHI〜証〜」を披露。
  - 4月23日（3時間SP） - 「はじまりのPOWER SONG」を披露。この回より『千鳥のクセスゴ!』に改題。
  - 7月9日（2時間SP） - 「ANBAI POWER 〜いいあんばい〜」を披露。
    - その他、2021年4月1日の放送では特別企画「レジェンドシンガー デビュー当時のクセ映像」として初出演時に披露した「CHANGE」や、同年7月8日の放送では出演とは別にロバート秋山・友近・EIKOとの特別コーナー「4大 大クセキャラ」として「絶対全開絶好調〜3Z〜」と「ひとりで戦う者たち」をそれぞれの傑作ネタとして再放送された。また、佐久間一行としても出演しており、同年12月23日の放送では秋山竜次（ロバート）とコラボネタを披露したり、2023年5月7日の放送では特別企画「人気急上昇中の芸人は勝手にプロデュースGP」で和田まんじゅう（ネルソンズ）をプロデュースして一緒にネタを披露したり、同年6月25日の放送ではピンネタを披露した。
- 「趣味どきっ！」2021年10月～11月の水曜枠『道草さんぽ』に出演。(Eテレ)
- スッキリ「SHOW CASE」（木曜）（日本テレビ、2022年5月マンスリーMC、2022年5月5日 - ）
- 発信Live ジモトノチカラ!（BSよしもと、2024年7月3日 - ）- 火曜MC[12]

### ラジオ
- 『あべこうじのポッドキャスト番長』（TBSラジオ）
- 『おもしローカルいばラジオII』（茨城放送）
- 『阿部重典のアットマーク』（茨城放送）
- 『おもしローカルRadi〜Oh!』木曜日担当（茨城放送）
- 『Ｂ定食』水曜日担当（エフエム群馬）
- 『wktkラヂオ学園』日曜日（NHKラジオ第1放送、 2012年4月 - 5月：毎週、8月 - 9月：隔週）
  - あべこうじとのコンビ「あべさく」として出演。4月 - 9月は「泥芸人」MCバトルとしてガリットチュウと交代で担当

### ドラマ
- 『示談交渉人 ゴタ消し』（読売テレビ、2011年2月3日） - キャバクラの客
- 『勇者ヨシヒコと悪霊の鍵』 （テレビ東京、2012年11月9日） - 井戸の怪人 役

### 映画
- 『青い春』（豊田利晃監督、2002年6月29日） - お礼参りする学生 役
- 『T-BOLAN THE MOVIE〜あの頃、みんなT-BOLANを聴いていた〜』（内田和久二監督、2014年2月22日）

### CM
- トヨタ自動車「ルーミー」（2020年9月 - ）- ナレーション

### その他
- 2018年 第3回「アートオリンピア2019」

## DVD・楽曲・書籍

### DVD
- 「ルミネtheよしもと～業界イチの青田買い　09春～」（よしもとアール･アンド･シー、2009年）
- 「くるっと平和解決」（よしもとアール･アンド･シー、2011年）
- 「元気でみるみる」（よしもとアール･アンド･シー、2012年）
- 「GOLD10～ゴールデン～」（よしもとアール･アンド･シー、2013年）
- 「VACATION～バケーション～」（よしもとアール･アンド･シー、2014年）
- 「Joint」（よしもとアール･アンド･シー、2015年）
- 「NOW」（よしもとアール･アンド･シー、2016年）
- 「BOHOL～ボホール～」（よしもとアール･アンド･シー、2017年）
- 「Forty」（よしもとミュージック、2018年）
- 「GUSH!」（佐久間一行オフィシャルHP、2020年）

### 楽曲

#### 佐久間一行
- 「元気の歌」「プチ沼」「セミ2013」（2018年）
- 「空はひとつ」「すごい人は奥にいる」「そうだ根」（2019年）
- 「いちばん楽しいところ」(2020年)

#### 日谷ヒロノリ
- 「CHANGE」（2019年4月6日）
- 「Park Spark」（2019年11月5日）
- 「ひとりで戦う者たち」（2021年6月9日）
- 「Uu!Uu!Uu!～打たれ強くそして弾き返せ～」（2021年6月9日）
- 「絶対全開絶好調～3Z～」（2021年6月23日）
- 「勝Win Do? ～勝利の風に乗れ～」（2021年8月4日）
- 「シャイニングサマーデイズ～真夏の支配者～」（2021年10月6日）
- 「high＆high＆high〜yeah yeah wow wow〜」(2022年1月26日)
- 「RED POWER」(2022年1月26日)
- 「限界痛快カイカイカイ！」(2022年8月4日)
- 「雨のレイニーレイン」（2023年1月26日）
- 「MERIHARI POWER」（2023年1月26日）
- 「COME ON スプリンGOOD」（2023年4月23日）
- 「☆MADA☆MADA☆〜底なしPOWERはどこまでも〜」（2023年9月29日）
- 「AKASHI～証～」（2023年10月6日）
- 「はじまりのPOWER SONG」（2023年10月13日）
- 「ANBAI POWER～いいあんばい～」

### 書籍
- 「さくまかずゆきのさくひんしゅう」（吉本倶楽部、2009年）
- 「ふでばこ君」（幻冬舎、2017年）

## ライブ
- 単独ライブ 「むらいちばん」（渋谷シアターD、2002.9.16)
- 単独ライブ 「ふゆまつり」（新宿シアターモリエール、2003.1.28)
- 単独っぽいライブ 「ころもがえ」（銀座小劇場、2003.6.5)
- 単独ライブ 「なっつり」（新宿シアターモリエール、2003.9.24)
- 単独っぽいライブ 「じんぐり」、「としのせ」（渋谷シアターD、2003.12.23)
- 単独っぽいライブ 「はるおね」（渋谷シアターD、2004.3.3)
- 単独ライブ 「佐久間一行SHOW 〜 まなっつ」（ルミネtheよしもと、2004.8.22)
- 単独っぽいライブ 「おしくら」（新宿シアターモリエール、2004.12.20)
- 年末恒例ライブ 「くるっと'04」（新宿シアターモリエール、2004.12.20)
- 単独ライブ 「佐久間一行SHOW 〜 ピッケル」（ルミネtheよしもと、2005.7.30)
- 年末恒例ライブ 「くるっと'05」（新宿シアターモリエール、2005.12.17)
- 佐久間一行ライブ 「佐久間一行とごようき軍団」（シアターD、2006.3.31)
- 単独ライブ 「佐久間一行SHOW 〜 フラワー」（ルミネtheよしもと、2006.9.3)
- 年末恒例ライブ 「くるっと'06」（新宿シアターモリエール、2006.12.29)
- 単独ライブ 「佐久間一行SHOW 〜 スマイパー」（ルミネtheよしもと、2007.8.25)
- 年末恒例ライブ 「くるっと'07」（新宿シアターモリエール、2007.12.29)
- 単独ライブ 「佐久間一行SHOWアニマルピンク」（ルミネtheよしもと、2008.9.14)
- 年末恒例ライブ 「くるっと'08」（新宿シアターモリエール 、2008.12.16)
- 単独ライブ 「佐久間一行SHOWグリーンパレード」（ルミネtheよしもと、2009.8.2)
- 単独ライブ全国ツアー 「くるっと平和解決」（ルミネtheよしもと他、2011.06.03-)
- 単独ライブ全国ツアー 「元気でみるみる」（ルミネtheよしもと他、2012.07.14-)
- 「GOLD10～ゴールデン～」（ルミネtheよしもと、2013年）
- 「VACATION～バケーション〜」（ルミネtheよしもと、2014年）
- 「Joint」（ルミネtheよしもと、2015年）
- 「NOW」（恵比寿ガーデンホール、2016年）
- 「BOHOL～ボホール～」（ルミネtheよしもと、2017年)
- 「Forty」(ルミネtheよしもと、2018年)
- 「GUSH!」(ルミネtheよしもと、2019年)
- 「STRONG」(ルミネtheよしもと、2021年)
- 「space」(ルミネtheよしもと、2022年)
- 「トリプル」(ルミネtheよしもと、2023年)

## 展覧会
- 「佐久間一行ぜんぜん大変じゃないアドベンチャーアート展」（東京・有楽町マルイ、2018.4.28.～5.14）（茨城・丸井水戸店、2018.8.30～9.2、9,7～9.9）
- 「佐久間一行展　ぜんぜん大変じゃない海の冒険」（東京・有楽町マルイ、2019.4.27〜5.12）
- 「佐久間一行展2020　まっていたぞよ ご主人のお屋敷」（東京・渋谷モディ、2020.9.1〜9.13）